# Леткі органічні сполуки
Леткі органічні сполуки (англ. volatile organic compounds, VOC) — органічні сполуки, які мають досить високий тиск пари за нормальних умов, щоб у значних концентраціях потрапляти у довкілля (приміщення, атмосферу). Це широкий клас органічних сполук, що включає вуглеводні, альдегіди, спирти, кетони, терпеноїди та ін.
Термін частіше використовують в англомовних країнах, в контексті регулювання (особливо законодавчого регулювання органами EPA в США) рівнів забруднення атмосферного повітря, в екології; але також і щодо летких речовин (ЛР), що природно продукуються лісовими масивами — таких як фітонциди, ефірні олії. Даний термін застосовується як до якихось певних органічних сполук, так і до їхніх сумішей. Іноді цей же термін використовують для позначення концентрації суми т. з. «Леткої органіки», або «Летких органічних сполук», в перерахунку на елементарний вуглець — «volatile organic carbon» — «органічний вуглець», але наразі це значення використовується дедалі менше.